# 西一路街道
西一路街道，是中华人民共和国陕西省西安市新城区下辖的一个乡镇级行政单位。

## 行政区划
西一路街道下辖以下地区：
民乐社区、红会社区、广场社区、尚朴社区、兴盛社区、新民社区、西三路社区和兴乐社区。